# Joseph Chavarría
Joseph Eladio Chavarría Rodríguez (San José, 14 oktober 1992) is een Costa Ricaans wielrenner.

## Carrière
In 2014 werd Chavarría Costa Ricaans beloftenkampioen op de weg. In een wedstrijd waarin zowel de kampioen bij de elite als die bij de beloften zou worden gekroond verloor Chavarría de sprint-à-deux van Juan Carlos Rojas, die elitekampioen werd. Wel was Chavarría de eerste belofterenner die over de eindstreep kwam, bijna een minuut voor Kenneth Benavides. In 2015 won hij twee etappes op rij in de Ronde van Costa Rica, een jaar later het eindklassement van de Ronde van Táchira. Daarnaast werd hij in 2016 nationaal kampioen op de weg, door solo als eerste te finishen.
In 2018 werd hij voor de tweede maal Costa Ricaans kampioen bij de elite.

## Overwinningen
2014
 Costa Ricaans kampioen op de weg, Beloften
2015
4e en 5e etappe Ronde van Costa Rica
2016
Eindklassement Ronde van Táchira
 Costa Ricaans kampioen op de weg, Elite
2018
 Costa Ricaans kampioen op de weg, Elite

## Ploegen
- 2016 –  Lupus Racing Team (tot 20-9)

Beyer · Chavarría · David · Flautt · Horner · Jeannès · Lazzarotto · Lewis · Mead-Vancort · Miller · Murphy · Olheiser · Stone · Tankersley · Tanovitchii · Vaubourzeix